# Murad I Bey
Murad I Bey (en árabe: مراد الأول‎; fallecido en 1631), fue el primer bey hereditario de Túnez, fundador de la dinastía muradita. Reinó desde 1613 hasta su muerte.

## Biografía
Originario de Córcega y llamado Giacomo Senti, fue capturado por los corsarios tunecinos a la edad de nueve años y comprado por el primer bey de Túnez, el viejo mameluco Ramadhan. Fue ascendido por el bey, que lo nombró su lugarteniente (kahia) en 1613, y participó en misiones para pacificar el interior y recaudar impuestos al frente de batallones armados llamados mhalla. Se alió con Yusuf Dey y recibió su antiguo puesto de maestro después de su muerte en 1613. Se enriqueció con los corsarios y posteriormente obtuvo del gobierno otomano el título de bajá de Túnez, junto con el derecho de su hijo y heredero Hamuda Bey a heredar el título de bey, con el acuerdo de Yusuf Dey. Así se convirtió en el fundador de una dinastía de Beys que llegó a disfrutar de un papel de control en el gobierno de Túnez.
Murad Bey gozaba del respeto del sultán otomano, pero también de una amplia autonomía administrativa y de un grado único de independencia política, resultado sin duda de su distancia geográfica de Constantinopla y de la yihad que los corsarios tunecinos llevaron a cabo contra la cristiandad. De hecho, el gobierno de Túnez (el dey, el bey y el diván) pudo concluir tratados de paz y acuerdos comerciales con los gobernantes de los principales Estados de Europa independientemente del sultán. Se contentó con nombrar un bajá, teóricamente el representante supremo del gobierno otomano en Túnez, cada tres años y con recibir el tradicional tributo en especie del diván en estas ocasiones.